# (466764) 2015 AD148
(466764) 2015 AD148 es un asteroide perteneciente al cinturón de asteroides, descubierto el 24 de octubre de 2003 por el equipo Spacewatch desde el Observatorio Nacional de Kitt Peak (Arizona, Estados Unidos).